# نادي بورتو لكرة اليد
نادي بورتو لكرة اليد هو نادي كرة يد في البرتغال تأسس في 5 أكتوبر 1932. تبلغ سعة ملعبه 2200 متفرجا. يلعب في الدوري البرتغالي لكرة اليد الدرجة الأولى وهو الأكثر فوزا به.

## البطولات
- الدوري البرتغالي لكرة اليد الدرجة الأولى :
  - 1953–54، 1956–57، 1957–58، 1958–59، 1959–60، 1962–63، 1963–64، 1964–65، 1967–68، 1998–99، 2001–02، 2002–03، 2003–04، 2008–09، 2009–10، 2010–11، 2011–12، 2012–13، 2013–14، 2014–15